# Клара Санчес
Клара Санчес (на испански: Clara Sánchez) е испанска писателка. Санчес печели 2013 Premio Planeta de Novela за нейния роман „Небето се завърна“.
Родена е на 1 март 1955 г. в Гуадалахара, Испания. Завършва испанска филология в Мадридския университет Комплутенсе. Участва в телевизионната програма Qué grande es el cine, както и в други медии като ежедневника El País и литературното списание El urogallo. 
Първият ѝ роман се публикува през 1989 г. и оттогава продължава да пише в този жанр. Нейните творби получават първи награди в Испания, el Alfaguara, el Nadal y el Planeta, а някои нейни романи са преведени на немски, френски, английски и други езици.